# Комісар Рекс
Коміса́р Рекс (нім. Kommissar Rex) — телевізійний поліцейський (кримінальний, детективний) серіал виробництва Австрії, що складається з окремих епізодів (серій), які розповідають про окремий випадок злочину та його розкриття австрійськими поліцейськими, в тому числі у співпраці з іноземними колегами, за допомогою поліцейського собаки Рекс (Комісар Рекс), що виступає одним з головних «акторів» серіалу.

## Загальна інформація
Серіал уперше вийшов у телеефір 10 листопада 1994 року. Знімався австрійськими кінематографістами протягом 1994—2004 рр. (10 сезонів), в тому числі і за участі кінематографістів Німеччини. У 2008 році у співпраці з італійськими кінематографістами здійснені зйомки 11-го сезону (епізоди 120—127) та за хороших рейтингів продовжуються там і нині.
Мова серіалу — німецька, точніше її австрійський (зокрема, віденський) діалект, що особливо відчутно у вимові й місцевій лексиці; 11-й сезон серіалу є двомовним — крім німецької знімався також італійською.
Серіал є відомим, демонструвався і має низку премій і відзнак у понад 50 країнах світу — майже у всіх європейських, а також у Туреччині, В'єтнамі, Австралії, Канаді (Квебек), країнах Латинської Америки тощо.

## Сюжет
Німецька вівчарка Рекс (офіційно Реджінальд фон Равенхорст) працює штатним співробітником Віденської кримінальної поліції у відділі розслідування вбивств. Чутливий ніс, безстрашність і відданість друзям-поліцейським зробили його справжньою грозою злочинного світу Австрії. Там, де в гонитві потрібна швидкість, де є потреба підібратися непоміченим до озброєного злочинця, що розмахує пістолетом, або й узяти на себе удар, відвівши його від напарника-людини, Рекс незамінний. Але, як і кожний поліцейський, поза службою Рекс дозволяє собі невеликі життєві слабкості, однак свої, на собачий манер. Поганятися за м'ячиком, залишити господаря без обіду, вчасно схопити ласий шматок, а потім, безневинно відводити погляд — усе це притаманне Санто фон Хаус Зігльмаєр (Santo vom Haus Zieglmayer) або просто БіДжей (саме таким є справжнє ім'я чотириногого актора, що народився 1 червня 1991 року в елітному розпліднику м. Інґольштадт), і до 1999 року незмінно грав у серіалі.
Сюжет серіалу складає показ роботи 3 співробітників (змінюваних) і поліцейського собаки на ім'я Рекс відділу розкриття вбивств, в тому числі і самовбивств (нім. Mordkommission) віденьської поліції. Починаючи з 11-го сезону (зйомки 2008 року), дія серіалу відбувається в Римі, а особою, відповідальною за Рекса, є вже італійський поліцейський на ім'я Лоренцо Фаббрі (Lorenzo Fabbri).
Кожен епізод (серія) є закінченою розповіддю про конкретний злочин та його розкриття. Іноді епізод має тривалість 90 хв., тобто є двосерійним. Спектр злочинів, які розкриваються «Рексом і командою», крім убивств, найрізномінітніший — багато епізодів присвячені міжнародній злочинності (контрабанда, торгівля людьми, зброєю, забороненими речовинами, нелегальна імміграція тощо). Серед «міжнародних злочинців» часто фігурують вихідці з Росії та Східної Європи.

## Персонажі та актори
Рекс
| Рекс                             | Епізоди | Роки      |
| -------------------------------- | ------- | --------- |
| Santo vom Haus Zieglmayer (B.J.) | 1-58    | 1994-1999 |
| Рет Батлер                       | 59-119  | 1999-2004 |
| Генрі                            | 120-150 | 2008-2011 |
| Нік                              | 151-174 | 2012-2013 |
| Ачі                              | 175-197 | 2014-2015 |

У головних ролях
| Актор            | Персонаж            | Епізоди | Роки      |
| ---------------- | ------------------- | ------- | --------- |
| Тобіас Моретті   | Ріхард Мозер †      | 1-45    | 1994-1998 |
| Гедеон Буркгард  | Александр Брандтнер | 46-89   | 1998-2001 |
| Александр Пшіль  | Марк Хоффман        | 90-119  | 2002-2004 |
| Каспар Каппароні | Лоренцо Фаббрі †    | 120-152 | 2008-2012 |
| Етторе Бассі     | Давіде Рівера       | 153-174 | 2012-2013 |
| Франческо Арка   | Марко Терцані       | 175-    | 2014      |
| Юрген Маурер     | Андреас Мітерер     | 185     | 2014      |

Інші персонажі
| Актор                    | Персонаж            | Епізоди               | Роки                        |
| ------------------------ | ------------------- | --------------------- | --------------------------- |
| Карл Марковіц            | Ернст Штокінгер     | 1-29                  | 1994-1996                   |
| Вольф Бахофнер           | Петер Геллерер      | 1-60,                 | 1994-1999                   |
| Герхард Цеманн           | Леонард Граф        | 1-119, 138            | 1994-2004, 2009             |
| Фріц Муліар              | Макс Кох            | 1-45                  | 1994-1998                   |
| Гайнц Вайксельбраун      | Крістіан Бек        | 30-89                 | 1996-2001                   |
| Мартин Вайнек            | Фріц Кунц           | 61-119, 120, 138, 175 | 1999-2004, 2008, 2009, 2013 |
| Ельке Вінкенс            | Ніккі Герцог        | 90-115                | 2002-2004                   |
| Фабіо Феррі              | Джандоменіко Моріні | 120-150               | 2008-2011                   |
| Пілар Абелла             | Катя Мартеллі       | 120-185               | 2008-2014                   |
| Августо Дзуккі           | Філіппо Горі        | 120-186               | 2008-2014                   |
| Доменіко Фортунато       | Альберто Монтероссо | 151-197               | 2012-2014                   |
| Серджіо Дзекка           | Томазо Біццарі      | 151-174               | 2012-2013                   |
| Чіара Генсіні            | Маддалена Де Лука   | 164-174               | 2013-2014                   |
| Ґільда Постільйоне Турко | Глорія              | 175-185               | 2014                        |
| Алессія Барела           | Аннамарія Фіорі     | 186-197               | 2014                        |
| Массімо Реале            | Карло Папіні        | 186-197               | 2014                        |
| Франческа Куттіка        | Лаура Малфорті      | 186-197               | 2014                        |
| Марко Маріо Де Нотаріс   | Ветторі             | 186-197               | 2014-2015                   |
| Даніела Піперно          | Соня Рандалі        | 187-197               | 2014                        |

Акторський склад

Тобіас Моретті в ролі Ріхарда Мозера з Рексом

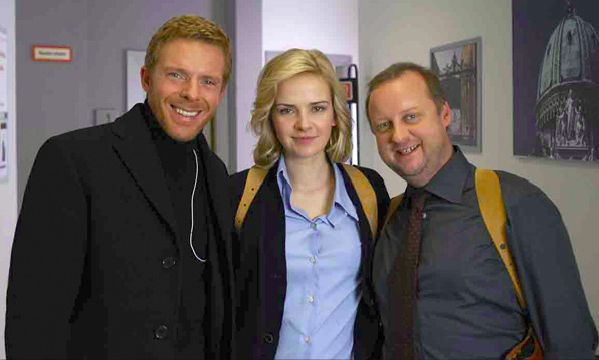
К.Каппароні, Д.Ціх, М.Вайнек (зліва-направо), 2008

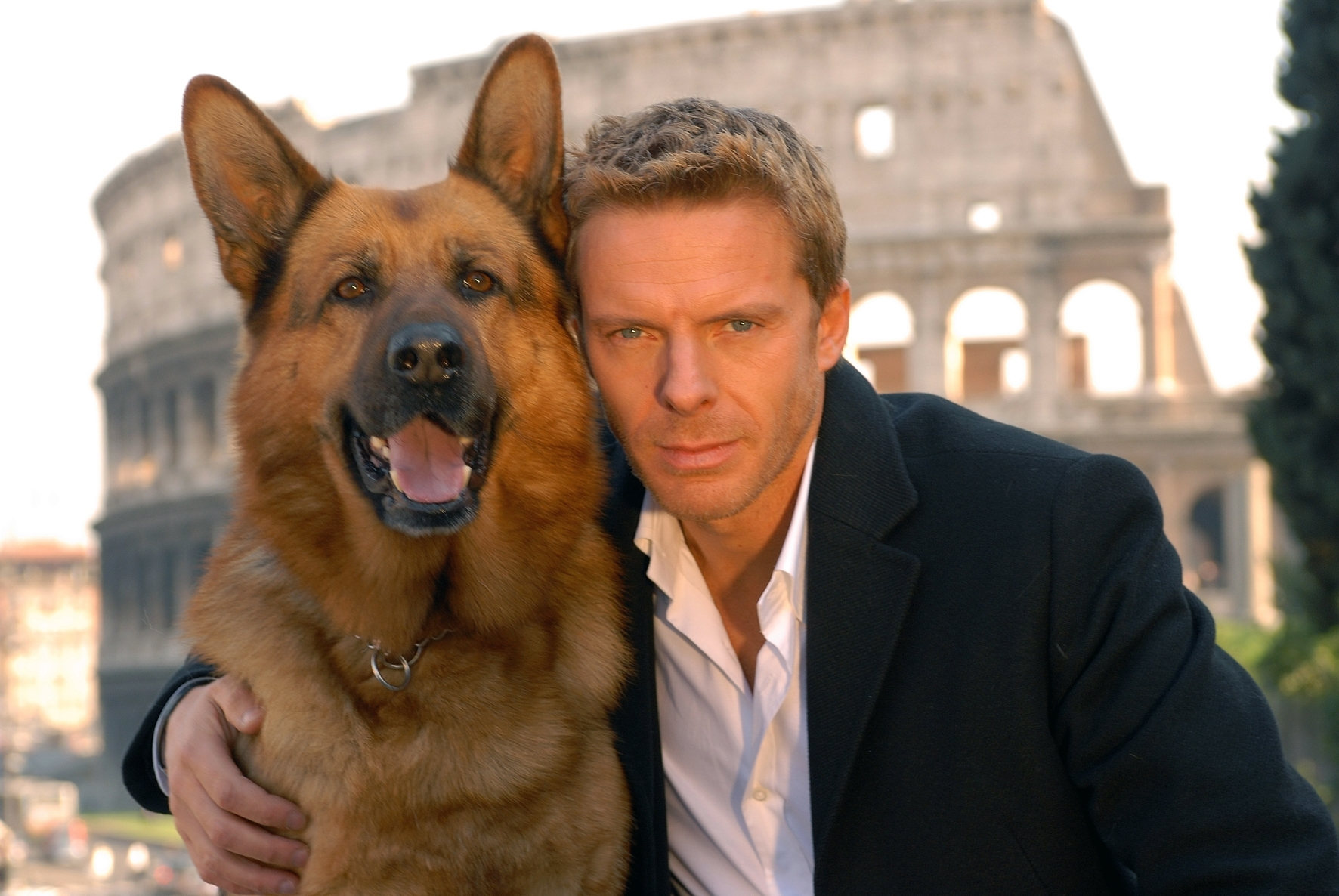
К.Каппароні з «новим» Рексом, 2008

- 1994—1996: Тобіас Моретті, Карл Марковіц, Вольф Бахофнер, Герхард Земан, Фріц Муліар
- 1996—1998: Тобіас Моретті, Гайнц Вайксельбраун, Вольф Бахофнер, Герхард Земан, Фріц Муліар
- 1998—2000: Гедеон Буркгард, Гайнц Вайксельбраун, Вольф Бахофнер, Герхард Земан
- 2000—2001: Гедеон Буркгард, Гайнц Вайксельбраун, Мартин Вайнек, Герхард Земан
- 2002—2004: Александр Пшіль, Ельке Вінкенс, Мартин Вайнек, Герхард Земан
- 2008—2011: Каспар Каппароні, Фабіо Феррі, Пілар Абелла, Августо Дзуккі
- 2012: Каспар Каппароні, Доменіко Фортунато, Пілар Абелла, Серджіо Дзекка, Августо Дзуккі
- 2012: Етторе Бассі, Доменіко Фортунато, Пілар Абелла, Серджіо Дзекка, Августо Дзуккі
- 2013: Етторе Бассі, Доменіко Фортунато, Пілар Абелла, Чіара Генсіні, Серджіо Дзекка, Августо Дзуккі
- 2014: Франческо Арка, Доменіко Фортунато, Пілар Абелла, Ґільда Постільйоне Турко, Августо Дзуккі
- 2014: Франческо Арка, Доменіко Фортунато, Алессія Барела, Массімо Реале, Франческа Куттіка, Марко Маріо Де Нотаріс, Даніела Піперно

Чимало акторів грали різні ролі в різних епізодах серіалу в різний час. Показовим є те, що актор Г. Буркгардт до того, як у 1998 р. почав грати основного персонажа Александра Брандтнера, у одному з попередніх епізодів грав злочинця, так само як Александр Пшіль до того, як «став» Марком Хофманном, у 2-му сезоні з'явився у другорядній ролі. Для виконання другорядних ролей, в тому числі і злочинців різних національностей, часто залучалися іноземні, наприклад, польські актори.

## Список епізодів

### Перший сезон(1994—1995)
1. Кінцева зупинка — Відень (Endstation Wien)
2. Ідеальне вбивство (Ein perfekter Mord)
3. Втеча в смерть (Flucht in den Tod)
4. Вбивство літньої пані (Der Tod der alten Damen)
5. Танок на вулкані (Tanz auf dem Vulkan)
6. Шонбруннське вбивство (Die Tote von Schönbrunn)
7. Діагноз: убивство (Diagnose Mord)
8. Порядний будинок (Ein feines Haus)
9. Амок (Amok)
10. Перша премія (Der erste Preis)
11. Смертельні Тедді (Tödliche Teddys)
12. Принесіть мені голову Бетховена (Bring mir den Kopf von Beethoven)
13. Під вулицями Відня (Unter den Straßen von Wien)
14. Постріли у Рекса (Schüsse auf Rex)

### Другий сезон(1995—1996)
1. Німі крики (Stumme Schreie)
2. Криваві сліди (Blutspuren)
3. Убивче літо (Ein mörderischer Sommer)
4. Смертельна спокуса (Tödliche Verführung)
5. Смерть у масці (Der maskierte Tod)
6. Сліпий свідок (Die blinde Zeugin)
7. Небезпечне полювання (Gefährliche Jagd)
8. Смерть дитини (Tod eines Kindes)
9. Знак Сатани (Im Zeichen des Satans)
10. Смертельний аромат (Duft des Todes)
11. Викрадення (Entführt)
12. Смертельна доза (Tödliche Dosis)
13. Три секунди до смерті (Drei Sekunden bis zum Tod)
14. Над дахами Відня (Über den Dächern von Wien)
15. Остання справа Штокінґера (Stockis letzter Fall)

### Третій сезон(1996—1997)
1. Смертельні перегони (Todesrennen)
2. Місто, охоплене страхом (Stadt in Angst)
3. Смерть у музеї (Tod im Museum)
4. Вбивча пристрасть (Mörderische Leidenschaft)
5. Таємниця Анни (Annas Geheimnis)
6. Вбивця-лялькар (Der Puppenmörder)
7. Під гіпнозом (Unter Hypnose)
8. У пошуках убитої (Jagd nach einer Toten)
9. Чому помер Ромео? (Warum starb Romeo)
10. Янгол на чотирьох лапах (Ein Engel auf vier Pfoten)
11. Смерть на замовлення (Mord à la carte)
12. Криваві троянди (Blutrote Rosen)

### Четвертий сезон(1998)
1. Похована живцем (Lebendig begraben)
2. Смерть учня (Tod eines Schülers)
3. Убивчий план (Ein mörderischer Plan)
4. Смерть Мозера (Mosers Tod)
5. Новачок (Der Neue)
6. Людина з тисячею облич (Der Mann mit den tausend Gesichtern)
7. Змова (Die Verschworung)
8. Смертельна пристрасть (Tödliche Leidenschaft)
9. Украдене щастя (Geraubtes Glück)
10. Помста (Rache)
11. Підглядач (Der Voyeur)
12. Останній матч (Das letzte Match)
13. Небезпечне завдання (Gefährlicher Auftrag)

### П'ятий сезон(1999)
1. Фатальний список (Die Todesliste)
2. Страшна правда (Furchtbare Wahrheit)
3. Священик у небезпеці (Priester in Gefahr)
4. Невдаха (Der Verlierer)
5. Оманливий зв'язок (Trugerische Nähe)
6. Помста Рекса (Rex rächt sich)
7. Сліпа лють (Blinde Wut)
8. Отруйний газ (Giftgas)
9. Смертельні секрети (Tödliches Geheimnisse)
10. Заповіт (Das Testament)
11. Вбивча іграшка (Mörderisches Spielzeug)
12. Гарячкове полювання (Hetzjagd)
13. Сізі (Sisi)

### Шостий сезон(2000)
1. Повний газ (Vollgas)
2. Діти-втікачі (Kinder auf der Flucht)
3. Дитина в небезпеці (Baby in Gefahr)
4. Телефонний терор (Telefonterror)
5. Крижаний холод (Eiskalt)
6. Братовбивство (Brudermord)
7. Смертельні таро (Tödliches Tarot)
8. Вбивство в повний місяць (Der Vollmondmörder)
9. Повернення мерця (Ein Toter kehrt zurück)
10. Смерть в Інтернеті (Tod per Internet)
11. У гонитві за вічним життям (Jagd nach dem ewigen Leben)
12. Кінь вартістю мільйон (Das Millionenpferd)

### Сьомий сезон(2001)
1. В останню секунду (In letzter Sekunde)
2. Торговець дітьми (Die Babydealer)
3. Смерть прекрасна (Der schöne Tod)
4. Блеф (Der Bluff)
5. Ризикована угода (Ein todsicherer Tipp)
6. Смертельне випробування (Tödlicher Test)
7. Одержимий (Besessen)
8. Дівчинка і вбивця (Das Mädchen und der Mörder)
9. Смерть приходила двічі (Der Tod kam zwei Mal)
10. Промені помсти (Strahlen der Rache)

### Восьмий сезон(2002—2003)
1. Поліцейські не цілуються (Polizisten küsst man nicht)
2. Виверти за стійкою (Tricks an der Theke)
3. По вертикалі смерті (Senkrecht in den Tod)
4. Свідок з чотирма лапами (Ein Zeuge auf vier Pfoten)
5. Коли діти хочуть померти (Wenn Kinder sterben wollen)
6. До останньої кулі (Bis zur letzten Kugel)
7. Гріхи мерців (Die Taten der Toten)
8. Завжди помирає один (Einer stirbt immer)
9. Білявка, красуня, мертва (Blond, hübsch, tot)
10. З днем народження! (Happy Birthday)
11. Любити вбивцю (Verliebt in einen Mörder)
12. Слава за будь-яку ціну (Berühmt um jeden Preis)
13. Прокляття мумії (Der Fluch der Mumie)

### Дев'ятий сезон(2003—2004)
1. Замах на Рекса (Attentat auf Rex)
2. Чому діти повинні страждати (Wofür Kinder leiden müssen)
3. Голуб Еттріха (Ettrichs Taube)
4. Вітаміни, щоб померти (Vitamine zum Sterben)
5. Ночі у шпиталі (Nachts im Spital)
6. Дунайський крокодил (Das Donaukrokodil)
7. Смерть за ґратами (Eine Tote hinter Gittern)
8. Опівнічна Ніна (Nina um Mitternacht)
9. Невдалий постріл (Schnappschuss)
10. Живий труп (Die Leiche lebte noch)
11. Відьми та інші жінки (Hexen und andere Frauen)
12. Ліза і Томас (Ein Toter und ein Baby)
13. Його остання неділя (Sein letzter Sonntag)

### Десятий сезон(2004)
1. Людина без пам'яті (Ein Mann ohne Gedächtnis)
2. Нарешті цей звір мертвий (Endlich ist die Bestie tot)
3. Допінг (Doping)
4. E-Mail від вбивці (E-mail von der Mörderin)

### Одинадцятий сезон(2008)
1. Зустріч (L'incontro)
2. Калібр 7.65 (Calibro 7.65)
3. Китайські тіні (Ombre cinesi)
4. Урок мистецтва (Impara l'arte)
5. Не все золото (Non è tutt'oro)
6. Материнська любов (Mamma chioccia)
7. Істина в вині (In vino veritas)
8. Далеко звідси (Lontano da qui)

### Дванадцятий сезон(2009)
1. Життя у небезпеці (Vite in pericolo)
2. Смерть серед дельфінів (Morte tra i delfini)
3. Школа страху (La scuola della paura)
4. Сімейні справи (Affari di famiglia)
5. Мама завжди мама (La mamma è sempre la mamma)
6. Маскарад (Masquerade)
7. Остання ставка (L'ultima scommessa)
8. Самотній чоловік (Un uomo solo)
9. Колір тиші (Il colore del silenzio)
10. Розкрадач гробниць (Il tombarolo)
11. Останній матч (L'ultima partita)

### Тринадцятий сезон(2011)
1. Чемпіон (Il campione)
2. Кентаври (Centauri)
3. Виття (L'ululato)
4. Мій гурт грає рок (La mia banda suona il rock)
5. Лічені хвилини (Minuti contati)
6. Хоробрі хлопці (Bravi ragazzi)
7. Очі кішки (Occhi di gatto)
8. Назва комети (I nomi delle stelle)
9. Нерозкрита справа (Un caso freddo)
10. Маестро, музику! (Musica maestro!)
11. Зникла дівчина (La ragazza scomparsa)
12. Прокляття Караваджо (La maledizione del Caravaggio)

### Чотирнадцятий сезон(2012)
1. Тіні (Ombre)
2. Серед вовків (In mezzo ai lupi)
3. Таємна гра (Gioco sottobanco)
4. Обітниця з минулого (Una promessa dal passato)
5. Помста (Vendetta)
6. На глибині (Profondo blu)
7. Будинок з привидами (La casa degli spiriti)
8. Усе в одну ніч (Tutto in una notte)
9. Життя за життя (Una vita per una vita)
10. Третя людина (Il terzo uomo)
11. Примара у камуфляжі (Bandiera a mezz'asta)
12. Недосконала симфонія (Sinfonia imperfetta)

### П'ятнадцятий сезон(2013)
1. Тигр (La Tigre)
2. Суперзірка (Superstar)
3. Майже ідеальний злочин (Un delitto quasi perfetto)
4. Час не лікує рани (Il tempo non guarisce le ferite)
5. Голос у натовпі (Una voce nella folla)
6. Непроханий гість (L'intruso)
7. Кровні узи (Legami di sangue)
8. Двоє чоловіків і дитина (Due uomini e un bebé)
9. Провал в пам'яті (Blackout)
10. Удар в серце (Un colpo al cuore)
11. Темна сторона (Il lato oscuro)
12. Сірий (Il Grigio)

### Шістнадцятий сезон(2014)
1. Випускний вечір (Festa di Laurea)
2. Третій тайм (Terzo tempo)
3. Гіркий шоколад (Cioccolata amara)
4. Кунсткамера (Wunderkammer)
5. Класова боротьба (Lotta di classe)
6. Танго-вбивця (Tango assassino)
7. Меджікленд (Magicland)
8. Ніч без сну (Notte in bianco)
9. На шматки (A Pezzi)
10. Майстри зваблення (Gli artisti del rimorchio)
11. Льодовиковий період (L'era glaciale)

### Сімнадцятий сезон(2014)
1. Брати (Fratelli)
2. Коло пороку (Circolo vizioso)
3. Обробка піском (Sabbiature)
4. Мати-месниця (La madre di tutte le vendette)
5. Вісім Дев'ять Три (8 9 3)
6. Код: Рекс (Il codice Rex)
7. Солдат майбутнього (Soldato futuro)
8. Колір води (Il colore dell'acqua)
9. Номер тринадцять (№ 13)
10. Посвята (L'iniziazione)
11. У сонячному світлі (Alla luce del sole)
12. Веселі пірати (Gli allegri bucanieri)

## Адаптація
Влітку 2011 року у місті Лодзь проходили зйомки телесеріалу «Комісар Алекс», польської версії популярного австрійсько-італійського телесеріалу «Комісар Рекс». 3 березня 2012 року почалася трансляція першого сезону телесеріалу, який складається з 13 епізодів. У головних ролях — польські актори Якуб Весоловський і Магдалена Валах.

## «Комісар Рекс» в Україні
Вперше в Україні телесеріал показали в кінці 1990-х на Першому національному. Тоді серія з'являлася щочетверга, інколи - у середу та четвер, озвучення російською. Згодом — на Новому каналі у російському двоголосому закадровому озвученні.
Влітку 2008 року розпочато новий показ серіалу, починаючи з перших сезонів, на каналі СТБ вже з українським двоголосим закадровим озвученням.
Канал показав також 11 та 12 сезони, що раніше не були показані. З 27 травня 2014 року після трьох років перерви трансляція почалася на каналі К1. 5 сезон і деякі серії з 6 по 10 сезон канал К1 показав у широкоформатному зображенні з власним озвученням (крім того в такому ж форматі і з такою ж озвучкою була показана 10 серія 3 сезону). Проте 1-4 сезони, 11-12 сезони та більшість серій 6-10 сезонів К1 показав з озвученням каналу СТБ. Крім того виконав власне озвучення 13 та 14 сезону серіалу. З 5 липня 2015 року 17 сезон серіалу транслює канал 2+2. З 29 липня 2015 року 15 сезон почав транслювати канал ICTV, з 6 серпня 2015 року 16 сезон. З грудня 2015 по січень 2016 року 2+2 показав 18 сезон серіалу.
Цікавий факт — 14 серпня 2015 року є історичним в сенсі трансляції серіалу в Україні. Цього дня серіал вийшов в ефір одразу на каналах — Перший, 2+2, Новий канал, ICTV, СТБ, ОЦЕ ТБ, К1 та Ентер-фільм.

## Закадрове озвучення

### Російське двоголосе закадрове озвучення телекомпанії«Новий канал»
- Ролі озвучували: Володимир Терещук і Лариса Руснак

### Українське двоголосе закадрове озвучення телекомпанії«Новий канал»
- Ролі озвучували: Євген Пашин, Олег Лепенець, Людмила Ардельян і Лідія Муращенко

### Українське двоголосе закадрове озвучення студії«1+1»
- Ролі озвучували: Олесь Гімбаржевський і Лідія Муращенко

### Українське двоголосе закадрове озвучення телеканалу«СТБ»
- Ролі озвучували: Анатолій Зіновенко, Андрій Альохін і Наталя Задніпровська

### Українське багатоголосе та двоголосе закадрове озвучення студії«Так Треба Продакшн»
- Ролі озвучували: Анатолій Пашнін, Володимир та Дмитро Терещуки, Людмила Чиншева, Олена Бліннікова, Наталя Поліщук і Олена Яблочна

## Факти
- Цікаво, що поліцейське звання Рекса, що власне дало назву серіалу, — комісар не відповідає існуючим у Австрії. Натомість це звання наявне у німецькій поліції, що говорить, імовірно, про те, що спершу кримі-серіал був розрахований, перш за все, на німецький ринок (і навіть зняті перші сезони у співпраці з кінематографістами Німеччини).

- Попри «закрученість» детективних сюжетів епізодів серіалу і яскраву гру німецької вівчарки серіал просто пересичений неточностями і помилками — у діях і висловлюваннях героїв, назві місць подій тощо.

- Декілька разів у серіалі діють українські за походженням злочинці, наприклад, в епізоді 1995 року такого правопорушника грає польський актор Криштоф Майхжак (Krzysztof Majchrzak).

- У 1996 р., після того, як основний серіал покинув актор Карл Марковиць, який грав Ернста Штокінґера (Штокі), що переїхав на роботу до Зальцбурга, було запущено на екран пов'язаний з серіалом «Комісар Рекс» серіал (т. зв. спін-офф), також кримінальний, уже про Штокінґера, що складався з 14 серій.